# Key to the City
Key to the City – amerykańska komedia romantyczna z 1950 roku w reżyserii George'a Sidneya.

## Fabuła
Steve Fisk (Clark Gable), z pochodzenia robotnik, to burmistrz Puget City, który przybywa na konwencję do San Francisco. Poznaje tam uroczą i skromną Clarissę Standish (Loretta Young), burmistrza miasta Wenonah. Wprawdzie początkowo oboje nie przepadają za sobą, to z biegiem czasu zaczynają się do siebie zbliżać. Muszą jednak uważać, ponieważ prasa, a w szczególności skorumpowani politycy, czyhają na ich potknięcia, szukając skandalu.

## Obsada
- Clark Gable – Steve Fisk
- Loretta Young – Clarissa Standish
- Frank Morgan – komendant straży pożarnej Duggan
- Marilyn Maxwell – Sheila
- Raymond Burr – Les Taggart
- James Gleason – sierżant Hogan
- Lewis Stone – sędzia Silas Standish
- Raymond Walburn – burmistrz Billy Butler
- Pamela Britton – Miss Unconscious
- Zamah Cunningham – pani Butler
- Clinton Sundberg – recepcjonista w hotelu
- Marion Martin – Emmy
- Bert Freed – mąż Emmy
- Emory Parnell – przewodniczący rady miejskiej
- Clara Blandick – Liza
- Eula Morgan – strażniczka w areszcie